# Roskajmy
Roskajmy (niem. Roskeim) – wieś w Polsce położona w województwie warmińsko-mazurskim, w powiecie bartoszyckim, w gminie Sępopol. W latach 1975–1998 miejscowość administracyjnie należała do województwa olsztyńskiego.

## Historia
W 1939 r. mieszkały tu 233 osoby.
W 1978 r. w Roskajmach było 15 indywidualnych gospodarstw rolnych, o łącznym areale 148 ha. We wsi była świetlica i punkt biblioteczny. W 1983 r. była to wieś o zwartej zabudowie z 12 domami i 59 mieszkańcami.